# Gravsänka

Gravsänka (inom geologin även graben) är områden där den yttre jordskorpan dragits isär och därigenom givit upphov till förkastningar. Där ett område mellan två parallella förkastningar sjunker relativt omgivningen bildas en gravsänka, och där ett område höjs relativt omgivningen bildas en horst.
Gravsänkor i inlandet som fylls med vatten bildar förkastningssjöar.
Långsträckta gravsänkor bildade av divergerande tektoniska plattor kallas ofta riftdalar.

## Exempel
Exempel på gravsänkor är:
- Vättern
- Östafrikanska gravsänkesystemet
- Röda havet
- Bajkalsjön

Det bästa svenska exemplaret av en gravsänka är Vättern, men även sjöarna Anten och Öresjö i Västergötland är gravsänkor.